# Rudá Hvězda Brno
A Rudá Hvězda Brno egy csehszlovák labdarúgócsapat volt Brno városából. A klubot 1952-ben alapították, egyszeres csehszlovák kupagyőztes. A klub 1958-ban szerepelt a Közép-európai kupa döntőjében. A klub 1962-ben megszűnt.

## Története
A klubot 1952-ben alapították Brno városában, és először 1956-ban jutottak fel a csehszlovák élvonalba, ahol négy idényen keresztül szerepeltek. 1958-ban bejutottak a Közép-európai kupa döntőjébe, amit elveszítettek a jugoszláv Crvena zvezda csapata ellen. A klub 1960-ban csehszlovák kupagyőztes lett; a döntőben az Slavia Praha csapatát győzték le. A Brno az 1960–1961-es idényben a Kupagyőztesek Európa-kupája negyeddöntőjéig jutott, a bajnokságból azonban kiesett. A klub 1962-ben egyesült a Zbrojovka Brno csapatával.

## Sikerek
- Csehszlovák labdarúgókupa
  - Győztes: 1960
- Közép-európai kupa
  - Második: 1958

### Bajnoki szereplések
- Csehszlovák labdarúgó-bajnokság

| Idény   | helyezés | Idény   | helyezés | Idény   | helyezés | Idény   | helyezés |
| ------- | -------- | ------- | -------- | ------- | -------- | ------- | -------- |
| 1957–58 | 7. hely  | 1958–59 | 5. hely  | 1959–60 | 10. hely | 1960–61 | 12. hely |

### Nemzetközi kupaszereplések
| Szezon  | Bajnokság          | Forduló      | Ellenfél         | Otthon | Idegenben | Össz. |
| ------- | ------------------ | ------------ | ---------------- | ------ | --------- | ----- |
| 1958    | Közép-európai kupa | Nyolcaddöntő | Salgótarjáni BTC | 3–0    | 1–2       | 4–2   |
| 1958    | Közép-európai kupa | Negyeddöntő  | Vojvodina        | 0-0    | 0-0       | 0–01  |
| 1958    | Közép-európai kupa | Elődöntő     | Tatran Prešov    | 3-0    | 0-0       | 3–0   |
| 1958    | Közép-európai kupa | Döntő        | Crvena zvezda    | 2-3    | 1-4       | 3–7   |
| 1960-61 | KEK                | Selejtező    | Vorwärts Berlin  | 1-2    | 2-0       | 3–2   |
| 1960-61 | KEK                | Negyeddöntő  | Dinamo Zagreb    | 0-0    | 0-2       | 0–2   |

- 1 Mivel az összesített eredmény 0–0 lett, sorsolás következett, melyet a Rudá Hvězda Brno nyert meg.